# Pygolabis humphreysi
Pygolabis humphreysi är en kräftdjursart som beskrevs av Wilson 2003. Pygolabis humphreysi ingår i släktet Pygolabis och familjen Tainisopidae. Inga underarter finns listade i Catalogue of Life.